# MacAlpine Hills
Die MacAlpine Hills sind ein Gebirgszug hauptsächlich eisfreier, kliffartiger Anhöhen in der antarktischen Ross Dependency. Im Transantarktischen Gebirge erstrecken sie sich vom Mount Achernar nach Südwesten entlang der Südflanke des Law-Gletschers bis zum Sylwester-Gletscher.
Das Advisory Committee on Antarctic Names benannte sie 1966 nach Kenneth D. MacAlpine, Mitglieder United-States-Navy-Staffel VX-6, der bei einem Flugzeugunglück am McMurdo-Sund im Oktober 1956 verletzt worden war.